# Kooperationsprinzip (Sprache)
Das von Paul Grice beschriebene Kooperationsprinzip bezieht sich im Rahmen der Sprachwissenschaft darauf, wie Menschen Sprache verwenden und bei der sprachlichen Kommunikation miteinander interagieren. Grice formulierte im Zusammenhang seiner Theorie der konversationellen Implikatur das Kooperationsprinzip wie folgt:
„Mache deinen Gesprächsbeitrag jeweils so, wie es von dem akzeptierten Zweck oder der akzeptierten Richtung des Gesprächs (talk exchange), an dem du teilnimmst, gerade verlangt wird.“ (Übers. nach Meggle, S. 248)
Das Prinzip ist deskriptiv und nicht präskriptiv zu verstehen, das heißt, es ist gemeint als Beschreibung des normalen Verhaltens von Kommunikationsteilnehmern, nicht als ein vorgeschriebenes, sprachliches Gesetz. Grice glaubte, dass es dem Sprachgebrauch zugrunde liegt. Dem Kooperationsprinzip folgend, macht ein Sprecher eine Äußerung, um dem jeweiligen Zweck und Ziel des Gesprächs förderlich zu sein. Die Zwecke und Ziele können bei verschiedenen Konversationen unterschiedlich sein. Der Hörer seinerseits geht natürlicherweise davon aus, dass die Äußerung dem Kooperationsprinzip folgt, das heißt, er nimmt die Kooperativität des Sprechers im Prozess des Verstehens dieser Äußerung als Voraussetzung an. Erst als letzte Möglichkeit rückt er davon ab und interpretiert eine Äußerung als nicht kooperativ bzw. als Signal des Gesprächsabbruchs.
Vereinfacht gesagt lässt sich das Kooperationsprinzip so ausdrücken, dass der Sprecher seine Äußerung so macht, dass der spezielle Hörer im jeweiligen Gesprächskontext es schon verstehen wird, was der Sprecher damit meint. Auf der anderen Seite baut dieser Hörer seine Interpretation darauf auf, dass der Sprecher schon etwas Sinnvolles gesagt haben wird, und sucht zum Beispiel bei Verständnisproblemen nach dem wahrscheinlichsten Sinnzusammenhang.
Das Kooperationsprinzip kann zum Beispiel erklären, dass ein Gespräch offensichtlich sinnvoll sein kann, auch wenn etwa zwischen Frage und Antwort kein direkter semantischer oder allgemein sprachlicher Zusammenhang existiert, der die intendierte Bedeutung zu erklären vermag, wie bei:
A: „Smith scheint derzeit keine Freundin zu haben.“ – B: „Er war in der letzten Zeit oft in New York.“ (Übers. nach Meggle, S. 256)
Das Kooperationsprinzip wurde von Grice präzisiert und untergliedert sich nach seiner Theorie in vier Konversationsmaximen, die rationale bzw. logische Gesetzmäßigkeiten beschreiben, die von Sprecher und Hörer beachtet werden, um maximal effektiv zu kommunizieren und die jeweils intendierte Bedeutung einer sprachlichen Äußerung untereinander zu transportieren. Wirksam wird das Kooperationsprinzip beim Erschließen der Bedeutung einer konversationellen Implikatur, wobei zwischen zwei Wirkungsweisen unterschieden wird, einerseits durch das Befolgen der Maximen bzw. des Kooperationsprinzips, andererseits durch deren scheinbaren Bruch.
Das Kooperationsprinzip wurde in der folgenden sprachwissenschaftlichen Forschung als Postulat aufgegriffen bzw. beibehalten. Die Maximen wurden dabei teilweise zusammengefasst, teilweise wurden weitere Maximen hinzugefügt.
Beispiele siehe unter Implikatur und Konversationsmaximen.